# Lujiacun
Lujiacun (kinesiska: 路家村, 路家村镇) är en köping i Kina. Den ligger i provinsen Shanxi, i den norra delen av landet, omkring 80 kilometer öster om provinshuvudstaden Taiyuan. Antalet invånare är 24 579. Befolkningen består av 11 344 kvinnor och 13 235 män. Barn under 15 år utgör 15,0 %, vuxna 15-64 år 76 %, och äldre över 65 år 7,0 %.
Genomsnittlig årsnederbörd är 661 millimeter. Den regnigaste månaden är juli, med i genomsnitt 216 mm nederbörd, och den torraste är december, med 4 mm nederbörd.